# Weltraumregistrierungsübereinkommen

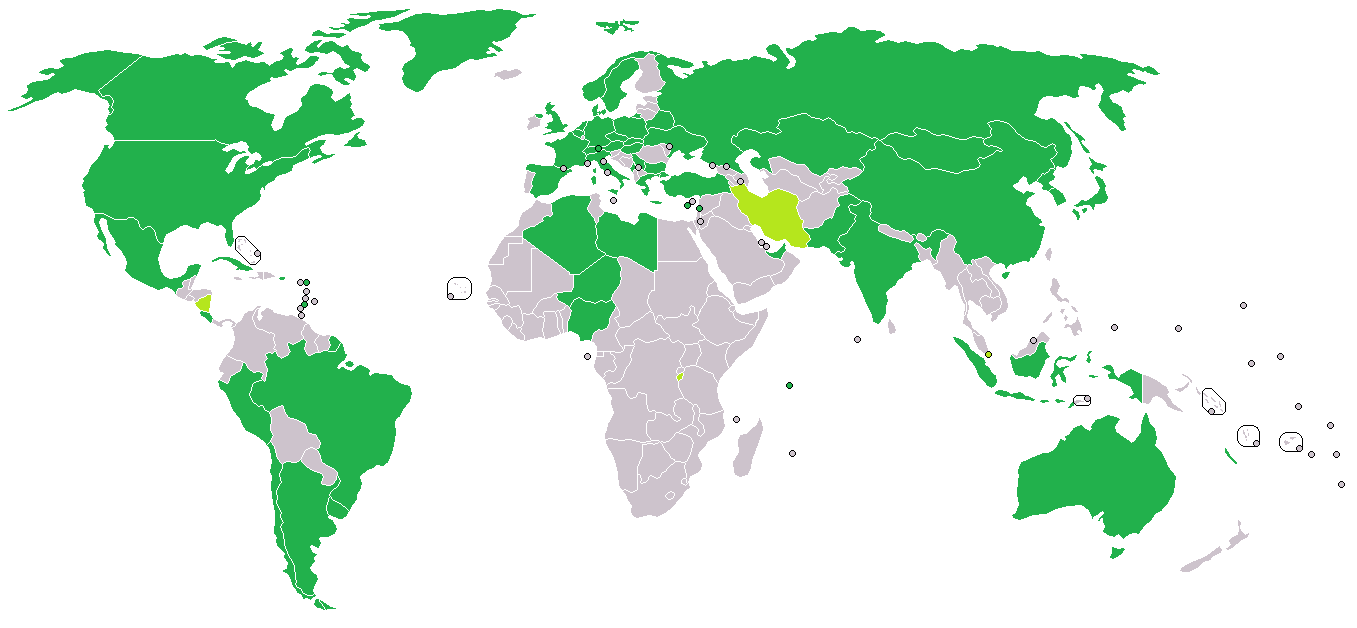
ratifiziert
unterzeichnet, aber noch nicht ratifiziert

Das Übereinkommen über die Registrierung der in den Weltraum gestarteten Gegenstände, kurz Weltraumregistrierungsübereinkommen, englisch Convention on Registration of Objects Launched into Outer Space ist ein völkerrechtlicher Vertrag und Bestandteil des Weltraumrechts.

## Inhalt und Bedeutung
Das Übereinkommen verpflichtet alle Vertragsstaaten, ihre in eine Erdumlaufbahn oder darüber hinaus gestarteten Weltraumgegenstände in einem eigenen Register zu erfassen. Zusätzlich führt der Generalsekretariat der Vereinten Nationen ein Register, das bestimmte von den Vertragsstaaten zu übermittelnde Angaben enthält.
Die Angaben sollen beispielsweise im Schadensfall die Identifizierung des Weltraumgegenstands und damit die Klärung von Haftungsfragen nach dem Übereinkommen über die völkerrechtliche Haftung für Schäden durch Weltraumgegenstände ermöglichen.
Das UN-Register ist im ganzen Umfang und frei zugänglich.

## Zustandekommen
Das Übereinkommen wurde am 12. November 1974 als Resolution 3235 (XXIX) von der Generalversammlung der Vereinten Nationen angenommen. Am 14. Januar 1975  wurde in New York die Möglichkeit eröffnet, dem Abkommen beizutreten. Jüngster Unterzeichner ist die Intersputnik, die die Rechte und Pflichten aus dem Übereinkommen am 10. Juli 2018 akzeptiert hat.
Der Deutsche Bundestag hat dem Übereinkommen mit Gesetz vom 1. Juni 1979 zugestimmt. Das nationale Register wird beim Luftfahrt-Bundesamt in Braunschweig geführt.
Österreich hat die von ihm ratifizierten Weltraumverträge einschließlich des Weltraumregistrierungsübereinkommes 2011 in einem nationalen Weltraumgesetz umgesetzt. Das österreichische Register wird beim Bundesministerium für Verkehr, Innovation und Technologie geführt.

## Pflichtangaben der Vertragsstaaten
Prinzipiell ist gemäß Artikel II Abs. 1 des Übereinkommens der Startstaat registrierungspflichtig. Startstaat ist gemäß Artikel I des Übereinkommens sowohl der Staat, der einen Weltraumgegenstand startet oder seinen Start durchführen lässt als auch der Staat, von dessen Hoheitsgebiet oder dessen Anlagen der Start durchgeführt wird. Gibt es zwei oder mehrere Startstaaten, so legen sie gemäß Artikel II Absatz 2 gemeinsam fest, wer die Pflicht erfüllt und mit Eintragung in sein Weltraumregister zum Registerstaat wird.
Zu den Pflichtangaben für eine Meldung gegenüber dem Generalsekretär der Vereinten Nationen gehören gemäß Artikel IV des Vertrages:
- der Name des Startstaates
- die Bezeichnung des Satelliten oder seine Registrierungsnummer
- das Startdatum und der Ort des Startes
- die hauptsächlichen Satellitenbahnelemente:
  - die Umlaufzeit in Minuten und Sekunden
  - die Bahnneigung (Inklination) seiner Umlaufbahn zur mittleren Äquatorebene in Grad
  - das Apogäum (erdfernster Punkt) der Umlaufbahn in Kilometer
  - das Perigäum (erdnahster Punkt) in Kilometer
- der Verwendungszweck

Weitere Angaben sind gemäß Artikel IV Absatz 2 des Vertrages zulässig und können auch später ergänzt werden. Gemäß Artikel IV Absatz 3 des Vertrages hat der Registerstaat den Generalsekretär über den Wegfall von registrierten Satelliten/Gegenständen zu unterrichten.

## Kritik
Das Abkommen wurde vom Institut für Friedensforschung und Sicherheitspolitik an der Universität Hamburg (IFSH) kritisiert: "Die Effektivität dieser Konvention wird jedoch dadurch in Mitleidenschaft gezogen, dass eine Reihe von Staaten den UN-Generalsekretär entweder überhaupt nicht, nur unvollständig oder erst mehrere Monate oder gar Jahre später informiert. Zudem sind die geforderten Angaben in der Regel zu allgemein, um – soweit dies überhaupt möglich ist – eine Unterscheidung zwischen militärischen und zivilen Zwecken vornehmen zu können." Eine solche Unterscheidung zu vermeiden und sowohl zivile als auch militärische Objekte zu erfassen, ist jedoch gerade die Funktion des Registers.